# Anvillea
Anvillea es un género de plantas fanerógamas perteneciente a la familia de las asteráceas. Comprende 6 especies descritas y de estas, solo 2 aceptadas.

## Taxonomía
El género fue descrito por Augustin Pyrame de Candolle y publicado en Prodromus Systematis Naturalis Regni Vegetabilis 5: 487. 1836. La especie tipo es Anvillea garcinii (Burm.f.) DC.

## Especies
- Anvillea garcinii (Burm.f.) DC.
- Anvillea platycarpa (Maire) Anderb.